# 금강 (쓰촨성)
금강(중국어: 錦江, 병음: Jǐn jiāng, 표준어: 진장강) 또는 진수이(錦水, 표준어: 진수이강)는 중화인민공화국 쓰촨성의 성도 청두시 중심부를 흐르는 강으로 민강의 지류이며, 장강 수계에 속한다.
강의 유로의 대부분은 청두 시역내를 흐른다. 청두시 도심의 진장구의 이름은 금강과 연관된다. 청두 시는 전국시대 이래 "촉금(蜀錦)"이라고 불리는 비단의 제조가 번성하였고 촉금의 품질은 운금·송금·장금과 대등하게 칭해졌다. 한대에는 조정이 청두에 견직물을 취급하는 전문 관원을 두었기 때문에 청두는 "금관성(錦官城)"혹은 "금성(錦城)"이라고 불리고 있었다. 진강의 이름도 사람들이 촉금을 이 강에서 씻어 완성했던 것에서 유래한다. 금강은 예전에는 푸허(府河) 또는 푸난허(府南河)로도 불리고 있었지만 2005년 5월에 금강이라는 옛 이름으로 되돌려졌다.
금강의 본류는 진뉴구의 둥쯔커우에서 시작해 청두 시의 남쪽의 메이산시 펑산구 장커우진에서 민강으로 유입해 끝난다. 전체 길이는 97.3km이다. 청두시 중심부를 흐르는 또 하나의 강인 난허(南河)도 진강 수계의 일부이다.
청두의 중심을 흐르는 금강은 두보나 이백 등의 시인의 작품 안에 가끔 등장한다. 금강 양안에는 당나라의 여성 시인 설도와 관계된 망강루, 합강정, 안순랑교, 도관(도교 사원) 청양궁, 수정방의 터 등 여러 가지 고적이 있다. 현재는 양안 일대에 초고층 빌딩이나 초고층 주택이 집중하고 있다.